# Eutartessus gressitti
Eutartessus gressitti är en insektsart som beskrevs av Evans 1981. Eutartessus gressitti ingår i släktet Eutartessus och familjen dvärgstritar. Inga underarter finns listade i Catalogue of Life.